# Pelayos del Arroyo
Pelayos del Arroyo – gmina w Hiszpanii, w prowincji Segowia, w Kastylii i León, o powierzchni 12,44 km². W 2011 roku gmina liczyła 70 mieszkańców.